# Ellisella dolfusi
Ellisella dolfusi is een zachte koraalsoort uit de familie Ellisellidae. De koraalsoort komt uit het geslacht Ellisella. Ellisella dolfusi werd in 1938 voor het eerst wetenschappelijk beschreven door Stiasny. 